# مرجانه علوی
مرجانه علوی (عربی: مرجانة العلوي؛ زادهٔ ۳۰ نوامبر ۱۹۸۲) یک هنرپیشه اهل مراکش است.
از فیلم‌ها یا برنامه‌های تلویزیونی که وی در آن نقش داشته است می‌توان به شهدا و شهر را بلرزان اشاره کرد.